# Hoplistopus
Hoplistopus là một chi bướm đêm thuộc họ Sphingidae.

## Các loài
- Hoplistopus butti - (Rothschild & Jordan 1903)
- Hoplistopus penricei - (Rothschild & Jordan 1903)